# Hilde Schramm
Hilde Schramm (* 17. dubna 1936 jako Hilde Speer) je německá pedagožka, socioložka, publicistka a bývalá místopředsedkyně Berlínské poslanecké sněmovny, která si získala mezinárodní uznání svou pomocí obětem nacismu. Hilde Schramm je dcerou Alberta Speera.

## Životopis
Hilde Speer se narodila jako dcera Margret Speer a Alberta Speera, významného architekta a ministra pro zbrojní výrobu v období Třetí říše. Měla pět sourozenců, mezi významné patří např. architekt Albert Speer mladší či fotografka a archeoložka Margret Nissen. Vyrůstala v Heidelbergu, kde navštěvovala gymnázium. Ve věku 16 let obdržela stipendium ke studiu ve Spojených státech, ale vláda Spojených států jí odmítla udělit vstupní vízum; rozhodnutí později změnila na základě reakce veřejnosti. Během výměnného pobytu v USA v roce 1952 byl její otec stále uvězněn ve vězení pro nacistické zločince ve Špandavě. Ve Washingtonu dosáhla i setkání s ministrem zahraničí Deanem Achesonem, aby se zasadila o otcovo předčasné propuštění. V roce 1960 jela do Londýna a Paříže, aby se přimluvila u tamních vládních činitelů. Taktéž podávala žádosti u spolkového prezidenta Heinricha Lübkeho, kancléře Ludwiga Erharda a primátora Berlína Willyho Brandta. Nakonec její snaha narazila na sovětské veto.
Hilde Schramm studovala pedagogiku a sociologii, které absolvovala na Svobodné univerzitě. Na berlínské Technické univerzitě se habilitovala v oboru výchovy a vzdělávání. V roce 1968 se nastěhovala spolu se spřátelenou rodinou do velkého domu v Berlíně-Lichterfelde. Toto společenství mělo snahu překonat v té době panující koncept malé rodiny a také silné oddělení pracovního a soukromého života. Domovní společenství funguje dodnes. Ke kolektivu nájemníků patří od roku 1977 také dřívější starosta obvodu Tiergarten Jörn Jensen.
Byla členkou Alternative Liste für Demokratie und Umweltschutz (Alternativní kandidátky pro demokracii a ochranu životního prostředí) v Západním Berlíně, kterou zastupovala čtyři roky v Berlínské poslanecké sněmovně, a zároveň byla na přelomu let 1989/1990 rok místopředsedkyní sněmovny.
Ke skandálu došlo, když se zdráhala při začátku zasedání pléna říct zahajovací frázi „zeď musí padnout“. Když Berlínská zeď později opravdu padla, založila v Brandenburgu „Regionální pracoviště pro otázky cizinců“, které také do roku 1999 vedla. Schramm je spoluzakladatelkou „Nadace návrat“ (Stiftung Zurückgeben), která podporuje židovské ženy v umění a vědě. Nadace rozdala doposud 30 pracovních stipendií a příspěvků na projekty.
Schramm je aktivní taktéž v ošetřovacím centru pro oběti mučení v Berlíně-Moabitu, organizaci pro sociální péči a pomoc mládeži. Je předsedkyní v kuratoriu Mezinárodní ligy pro lidská práva, která uděluje medaili Carla von Ossietzkého, podporuje Spolkové sdružení pro informace a poradenství pro pronásledované v dobách nacismu. Od začátku roku 2004 je předsedkyní spolku „Kontakte/Kontakty“, který doposud pomohl stovkám bývalých nuceně nasazených a válečným zajatcům z doby druhé světové války. Vdaná byla za Ulfa Schramma (zemřel 1999), profesora germanistiky na FU Berlin.

## Ocenění
V roce 2004 obdržela Hilde Schramm Cenu Mosese Mendelssohna (Moses-Mendelssohn-Preis), vyznamenání za „podporu tolerance vůči jiným názorům mezi národy, rasami a náboženstvími“  spolkové země Berlín, za svou celoživotní práci, především ve formě iniciovaných a podporovaných projektů. Peníze, jež připadají vyznamenanému (10 000,- €), věnovala Schramm nadaci „Zurückgeben“ (Návrat) a spolku „Kontakty“ - Spolek pro kontakty se zeměmi bývalého Sovětského svazu.